# دانا أولمرت
دانا أولمرت (بالعبرية: דנה אולמרט‏) هي محررة أدبية إسرائيلية، ولدت في 26 ديسمبر 1972 في القدس في إسرائيل.